# Hertog van Lauderdale
Hertog van Lauderdale (Engels: Duke of Lauderdale) is een Schotse adellijke titel. 
De titel hertog van Lauderdale werd gecreëerd in 1672 door Karel II voor John Maitland, 2e graaf van Lauderdale. Deze hertog bestuurde Schotland namens de koning, en overleed in 1682 zonder mannelijke erfgenaam, zodat de titel weer verviel.

## Hertog van Lauderdale (1672)
- John Maitland, 1e hertog van Lauderdale (1672–1682)